# San Cristóbal Buenavista
San Cristóbal Buenavista är en ort i Mexiko.   Den ligger i kommunen Tapachula och delstaten Chiapas, i den sydöstra delen av landet, 900 km sydost om huvudstaden Mexico City. San Cristóbal Buenavista ligger 26 meter över havet och antalet invånare är 701.
Terrängen runt San Cristóbal Buenavista är platt. Runt San Cristóbal Buenavista är det tätbefolkat, med 343 invånare per kvadratkilometer. Närmaste större samhälle är Tapachula, 17,1 km nordost om San Cristóbal Buenavista. Trakten runt San Cristóbal Buenavista består till största delen av jordbruksmark.